# Illiat
Illiat är en kommun i departementet Ain i regionen Auvergne-Rhône-Alpes i östra Frankrike. Kommunen ligger  i kantonen  Thoissey som ligger i arrondissementet Bourg-en-Bresse. Kommunens areal är 20,37 km². År 2022 hade Illiat 696 invånare.

## Befolkningsutveckling
Antalet invånare i kommunen Illiat
Referens: INSEE